# لخطاطبة مالين الظهر (الطرش الجنوبيين)
لخطاطبة مالين الظهر هو دُوَّار يقع بجماعة قصبة الطرش، إقليم خريبكة، جهة بني ملال خنيفرة في المملكة المغربية. ينتمي الدوّار لمشيخة الطرش الجنوبيين التي تضم 4 دواوير. يقدر عدد سكانه بـ 1,938 نسمة حسب الإحصاء الرسمي للسكان والسكنى لسنة 2004.

## روابط خارجية
- البوابة الوطنية للجماعات الترابية نسخة محفوظة 12 مارس 2018 على موقع واي باك مشين.
- المندوبية السامية للتخطيط